# گابریل اسپاهیو
گابریل اسپاهیو (رومانیایی: Gabriel Spahiu؛ ‏تلفظ رومانیایی: [ɡabriˈel spaˈhi.u]؛ زادهٔ ۲۱ مارس ۱۹۶۸) بازیگر اهل رومانی است.
از فیلم‌ها یا برنامه‌های تلویزیونی که وی در آن نقش داشته‌است، می‌توان به عروسی بی سروصدا، ماریلنا از پی۷، کالاس جاودان، آمین.، مرگ آقای لازارسکو، مرد سایه‌ای، بونراکو، آفریم!، باقی سکوت است، سگ‌های جنگی، سلام! چطوری؟، غرب، ایستگاه بعدی بهشت و اهمیتی نمی‌دهم که در تاریخ مانند بربرها ثبت شویم اشاره کرد.